# Mataeocephalus
Mataeocephalus is een geslacht van straalvinnige vissen uit de familie van rattenstaarten (Macrouridae). Het geslacht is voor het eerst wetenschappelijk beschreven in 1898 door Berg.

## Soorten
- Mataeocephalus acipenserinus (Gilbert & Cramer, 1897)
- Mataeocephalus adustus Smith & Radcliffe, 1912
- Mataeocephalus hyostomus (Smith & Radcliffe, 1912)
- Mataeocephalus tenuicauda (Garman, 1899)
- Mataeocephalus cristatus Sazonov, Shcherbachev & Iwamoto, 2003
- Mataeocephalus kotlyari Sazonov, Shcherbachev & Iwamoto, 2003